# باول إليس
باول إليس (بالإنجليزية: Paul Ellis)‏ هو مقدم برامج إذاعية ومنتج أسطوانات نيوزيلندي، ولد في 1969.